# Florian Klinger (Musiker)
Florian Klinger (* 24. August 1991 in Hollabrunn) ist ein österreichischer Schlagwerker, der jenseits der Klassik auch als Jazzmusiker mit eigener Band hervorgetreten ist.

## Leben und Wirken
Klinger spielte als Teenager in einer Indie-Rock-Band. Ab 2007 studierte er klassisches Schlagwerk an der Universität für Musik und darstellende Kunst Wien bei Gerhard Windbacher und Anton Mittermayr. Sein Zusatzstudium der Instrumental- und Gesangspädagogik in den Fächern Improvisation und Jazzmallets bei Paul Urbanek und Danny Grissett schloss er an der JAM Music Lab Privatuniversität 2014 ab. 2016/17 nahm er in New York Unterricht bei Stefon Harris und studierte an der William Paterson University bei Kevin Norton, Bill Charlap sowie Aaron Goldberg. Im Betty Carter Jazz Ahead Residency Program 2017 im Kennedy Center in Washington (D.C.) arbeitete er mit Musikern wie Jason Moran, Reuben Rogers, Carmen Lundy oder Mark Shim zusammen.
Klinger ist seit 2011 als Schlagwerker im Orchester der Volksoper Wien beschäftigt. Er ist Gründungsmitglied von Louie’s Cage Percussion, mit denen 2020 das Album Characters bei Preiser Records erschien. Weiter gehört er Ensembles verschiedenster Musikrichtungen an und arbeitete mit der Wiener Staatsoper, dem Radio-Symphonieorchester Wien und dem Tonkünstlerorchester Niederösterreich. 
Klinger gründete mit Lorenz Raab, Fabian Rucker, Georg Vogel, Raphael Preuschl und Andreas Lettner sein eigenes Jazzensemble, mit dem 2020 das Album One bei Cracked Anegg erschien und das er beim Bayerischen Jazzweekend 2021 in Regensburg vorstellte.  Seine Konzertaktivitäten führten ihn bereits auf mehrere Kontinente. Weiterhin spielte er mit so unterschiedlichen Musikern wie Fabio Luisi, Daniel Hope, Elīna Garanča, Jose Carreras, Benny Golson, Dick Hyman, Bob Mintzer, Christian Kolonovits, Thomas Gansch, Matthias Schorn, Lylit, Sigrid Hauser, Mario Gonzi und Philipp Nykrin.